# Саморано, Хуан
Хуан Эдуардо Саморано (исп. Juan Eduardo Samorano; род. 25 сентября 1981 года, Мерло, Аргентина) — аргентинский тхэквондист-паралимпиец. Бронзовый призёр летних Паралимпийских игр 2020 в Токио и летних Паралимпийских игр 2024 в Париже.

## Биография

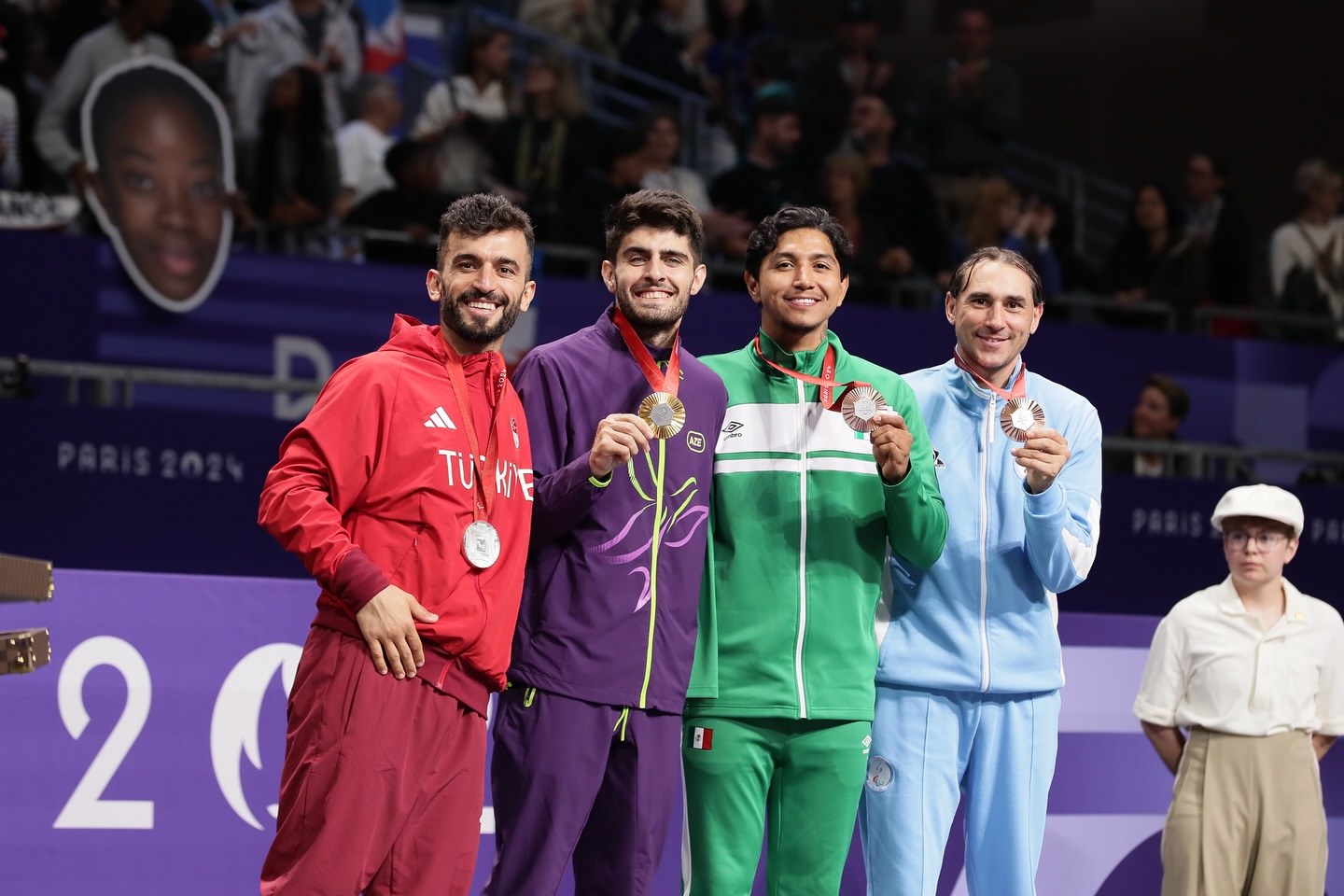
Хуан Саморано (справа) на церемонии награждения Паралимпиады-2024 в Париже

3 сентября 2021 года принял участие на летних Паралимпийских играх 2020 в Токио в весовой категории до 75 кг. В 1/8 финала победил украинца Антона Швеца, в четвертьфинале уступил казахстанцу Нурлану Домбаеву. В утешительном полуфинале победил японца Сюнсукэ Кудо и прошёл в поединок за бронзу. Там ему вновь противостоял казахстанский тхэквондист Нурлан Домбаев, но на этот раз Саморано одержал победу и завоевал бронзовую медаль Паралимпиады-2020.
30 августа 2024 года на летних Паралимпийских играх 2024 в Париже соревновался в весовой категории до 70 кг. В 1/8 финала победил тайского спортсмена Танапана Соттхисета, в четвертьфинале проиграл японцу Сюнсукэ Кудо. В утешительном полуфинале победил грузина Гиорги Николадзе, а в матче за бронзовую медаль — узбекского тхэквондиста Жавохира Аликулова.